# Príncipe Mono
El Príncipe Mono es un superhéroe que aparece en los cómics publicados por DC Comics y es el hijo humano del mítico Rey Mono. El personaje, que apareció por primera vez en DC Festival of Heroes: The Asian Superhero Celebration #1 (mayo de 2021), y fue creado por el escritor Gene Luen Yang, el artista Bernard Chang y la editora Jessica Chen. Nacido como Marcus Sun, sus padres adoptivos, que son científicos criminales y secuaces de carrera, lo llamaron Marcus Shugel-Shen. Marcus descubre su herencia divina del camarada de su padre, Pigsy, quien lo entrena para controlar sus poderes. A pesar de esto, el Príncipe Mono tiene una muy buena relación con sus padres adoptivos y desprecia a los superhéroes.

## Historia de publicación
En abril de 2021, DC Comics anunció que se presentaría un nuevo superhéroe asiático en el cómic antológico conmemorativo DC Festival of Heroes: The Asian Superhero Celebration (mayo de 2021) para celebrar el Mes de la Herencia de los asiáticos americanos y las islas del Pacífico, en una historia de doce páginas escrita por Gene Luen Yang e ilustrado por Bernard Chang. El personaje fue concebido durante una reunión entre Yang, Chang y la editora de DC, Jessica Chen, para expandir la representación asiática dentro del Universo DC. Siendo chinos estadounidenses, los tres tenían recuerdos de la infancia del Rey Mono, de quien Yang señaló que compartía muchas similitudes con los superhéroes estadounidenses. Queriendo crear una historia única distintiva de las representaciones anteriores del Rey Mono, el nuevo héroe sería el hijo del Rey Mono en lugar del propio Rey Mono, lo que daría como resultado el Príncipe Mono. El Príncipe Mono también recibió una identidad humana secreta para ser similar a otros personajes de DC.
Mientras diseñaba al Príncipe Mono, Chang creó un traje que se inspiró en la "actitud" rebelde del Rey Mono e incorporó elementos del héroe mitológico tradicional y diseños de superhéroes modernos, que incluían una armadura china y zapatillas de deporte. La "M" en el pecho del Príncipe Mono se inspiró en los emblemas utilizados por Superman y Aquaman, que también eran letras del alfabeto inglés que también representaban una función diferente; para el Príncipe Mono, la "M" era una representación gráfica del Monte Huaguo.
El Príncipe Mono más tarde protagonizó su propia serie limitada homónima, comenzando con el número 0 exclusivamente digital en octubre de 2021, con el regreso de Yang y Chang. La serie limitada se vincula con la historia crossover de 2023 Lazarus Planet, que presenta al Príncipe Mono como personaje central, escrita por Yang y Mark Waid.

## Biografía del personaje

### Nacimiento y primeros años
Después de una guerra entre Darkseid y el reino celestial, el Rey Mono y sus clones creados a partir de sus cabellos huyeron a la Zona Fantasma para recuperarse de sus heridas. Sin el conocimiento del Rey Mono, uno de sus clones se negó a revertir, en cambio tomó la forma de un bebé humano y se gestó dentro de una roca en la Zona Fantasma, convirtiéndose en el "hijo" del Rey Mono. Siglos más tarde, Ultra-Humanite abrió un portal a la Zona Fantasma en Metrópolis para esclavizar al Rey Mono, quien arrojó rocas a través del portal, que incluía la roca que contenía al bebé. La hija de Ultra-Humanite, Laura Shugel, y su asistente y amante de Laura, Winston Shen, rescataron al bebé y huyeron mientras Ultra-Humanite luchaba contra la Liga de la Justicia. Laura y Winston se casaron y adoptaron al bebé como su hijo, a quien llamaron Marcus. Marcus creció en un hogar amoroso, sin darse cuenta de su origen y los antecedentes criminales de sus padres. Durante la infancia de Marcus, cuando los Shugel-Shen vivían en Gotham City, Batman irrumpió en su casa durante una tormenta eléctrica para interrogar a Winston y Laura, pero huyó cuando vio a Marcus. La experiencia dejó a Marcus con miedo a los murciélagos, las tormentas y el agua y un odio por los superhéroes, lo que periódicamente le causaba ataques de pánico. Los Shugel-Shen se mudaron con frecuencia debido al empleo de Winston y Laura con varios supervillanos, de los que Marcus siguió sin darse cuenta.

### Orígenes como Príncipe Mono
Cuando Marcus tiene quince años, los Shugel-Shen regresan a Gotham debido al trabajo de sus padres. Después de que Marcus es atormentado por varios matones en su escuela secundaria, el conserje de la escuela, el Sr. Zhu, lo anima a enfrentar sus miedos y lo impulsa a saltar a la piscina de la escuela. Marcus se encuentra transportado a él Monte Huaguo, donde el Sr. Zhu le dice que su verdadero padre es el Rey Mono y se revela como Pigsy, el camarada de su padre. Nombrándose a sí mismo como el shifu de Marcus, Pigsy advierte a Marcus de una próxima amenaza a la Tierra y coloca un círculo en su cabeza, transformándolo en el Príncipe Mono.
El Príncipe Mono se vuelve demasiado confiado con sus nuevas habilidades e inicialmente usa sus poderes por razones egoístas, como vengarse de sus matones, pero su inexperiencia y sus constantes fobias interfieren con la capacidad de mantener su transformación, lo que obliga a Marcus a aceptar a Pigsy como su shifu y a llegar a un acuerdo con su derecho de nacimiento.
Bajo la tutela de Pigsy, el Príncipe Mono aprende a superar sus miedos para despertar y controlar sus habilidades latentes mientras descubre más sobre la historia de su padre.
Coincidentemente, varios de los supervillanos empleadores de Shugel-Shen se encuentran y son poseídos por malévolos demonios chinos, lo que obliga al Príncipe Mono a rescatar repetidamente a sus padres y derrotar a sus empleadores exorcizando a los demonios que los poseen. Debido a que sus jefes fueron derrotados, los Shugel-Shen se mudan repetidamente para encontrar un nuevo empleo mientras Pigsy los sigue en secreto para continuar con el entrenamiento de Marcus. Aunque Marcus descubre los antecedentes criminales de sus padres, los Shugel-Shen desconocen la identidad de su hijo como el Príncipe Mono.
Coincidentemente, varios de los supervillanos empleadores de Shugel-Shen se encuentran y son poseídos por malévolos demonios chinos, lo que obliga al Príncipe Mono a rescatar repetidamente a sus padres y derrotar a sus empleadores exorcizando a los demonios que los poseen. Debido a que sus jefes fueron derrotados, los Shugel-Shen se mudan repetidamente para encontrar un nuevo empleo mientras Pigsy los sigue en secreto para continuar con el entrenamiento de Marcus. Aunque Marcus descubre los antecedentes criminales de sus padres, los Shugel-Shen desconocen la identidad de su hijo como el Príncipe Mono.
Debido a su rechazo por los superhéroes, el Príncipe Mono entra en conflicto con ellos durante sus aventuras, incluidos Batman y Robin, Aquaman y Shazam. A instancias de Pigsy, el Príncipe Mono coopera con ellos para ayudar a derrotar a los demonios y se da cuenta del verdadero significado de ser un héroe. El nuevo heroísmo del Príncipe Mono le permite reclamar un duplicado del Ru Yi Bang de su padre e incluso se gana el respeto a regañadientes del segundo Rey de las Trincheras y su hija Shellestriah.
Durante las aventuras del Príncipe Mono, los Reyes de Cuernos Dorados y Plateados son liberados de las calabazas en las que el Rey Mono los había encarcelado anteriormente, pero son frustrados por el Príncipe Mono y Pigsy con la ayuda de los superhéroes de los que se hizo amigo el primero. A pesar de su derrota, los Reyes logran consumir parte del qi de Batman y Aquaman, respectivamente, y son reclutados por Rey Toro del fuego como parte de sus planes para invadir la Tierra.